# История почты и почтовых марок Дании
История почты и почтовых марок Дании охватывает ранний (домарочный), классический (марок XIX — начала XX века) и современный периоды в развитии почты и эмиссии почтовых марок на территории Дании.

## Домарочный период
История почты Дании начинается с постановления короля Кристиана IV от 24 декабря 1624 года, которым он учредил национальную почтовую службу. Согласно королевскому указу, гонцы, содержавшиеся ранее отдельными городами и иностранными купцами, были заменены правильно организованным институтом гонцов, заведование которым совет Копенгагена вверил особому комитету из четырёх купцов. Служба состояла из девяти главных маршрутов и управлялась мэром Копенгагена и несколькими гильдиями. Первоначально почту разносили пешие, а с 1640 года конные гонцы. В средине XVII века частные предприниматели, содержавшие почту, учредили конно-пассажирскую почтовую связь между Копенгагеном и Гамбургом.
16 июля 1653 года служба была передана Полу Клингенбергу, который ввёл многие новшества, включая почтовые экипажи для перевозки посылок и обслуживания Норвегии. Клингенберг управлял почтовой службой до 14 марта 1685 года, а затем передал её графу Кристиану Гюльденлёве (Christian Gyldenløve) — девятилетнему сыну короля Кристиана V. В 1694 году были утверждены новые маршруты и тарифы. Семья Гюльденлёве контролировала почтовую службу до 1711 года, а затем она перешла под контроль государства.
1 июля 1819 года пароход «Каледония», курсировавший между Копенгагеном и Килем, начал перевозить почту, став первым почтовым судном в Дании.
Штемпеля домарочного периода известны с XVII века. Форма их различна — прямоугольная, круглая и др.

## Выпуски почтовых марок

### Классический период
В 1842 году министр почты Дании граф Отто Даннескиолль-Самсёэ (Otto Danneskiold-Samsøe) организовал комитет для рассмотрения вопроса о почтовой реформе. Спустя четыре года комитет пришёл к заключению, что подобная реформа не нужна. Отто Даннескиолль-Самсёэ не принял такого решения. Ему удалось продвинуть свою идею о реформировании почты в 1848 году, когда на трон взошёл король Фредерик VII. Однако принятию нового закона о почте помешало восстание в Шлезвиг-Гольштейне в марте 1848 года и, последовавшая за этим, датско-прусская война.

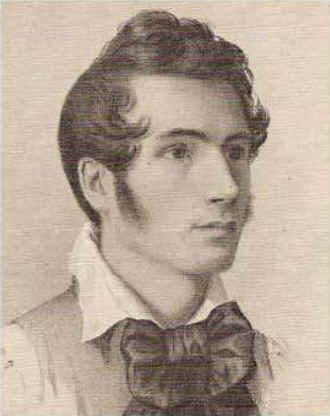
Гравёр М. В. Ферслев, автор первых марок Дании

Новый закон о почте был издан лишь 11 марта 1851 года. 1 апреля того же года была выпущена первая почтовая марка Дании. Квадратная, беззубцовая миниатюра была отпечатана типографским способом коричневой краской на бумаге с водяным знаком «корона». На ней были изображены королевские регалии (корона, меч, и скипетр) в лавровом венке. Номинал был указан прописью — дат. «Fire rbs» (четыре риксбанкскиллинга). Автором марки был королевский гравёр Мартинус Виллиам Ферслев (Martinus William Ferslew; ?—1852). Через месяц, 1 мая, вышла марка номиналом в 2 риксбанкскиллинга синего цвета. Надпись номинала на белом круге в центре опоясывает лента с надписью «KGL Post Frimaerke», короной наверху и почтовым рожком внизу. Эту марку также гравировал М. В. Ферслев. Обе марки имеют несколько тиражей, различающихся комбинациями способов печати.
Почтовые марки гасились номерными штемпелями, представлявшими собой цифру, заключённую в несколько окружностей. Цифры соответствовали определённому почтовому отделению: «1» — Копенгаген, «2» — отделение в Гамбурге, «5» — Орхус и т. д.
Тарифы стоимости пересылки почтовой корреспонденции в Дании до почтовой реформы складывались из веса почтового отправления и расстояния пересылки. После реформы осталось только два основных тарифа: 2 риксбанкскиллинга для местных отправлений в пределах Копенгагена и 4 риксбанкскиллинга для письма весом до 1 лод (приблизительно 15,6 грамма), отправляемого по стране. 17 апреля 1852 года тариф в 2 риксбанкскиллинга на местные отправления был введён в городе Ольборге.
Сохранялась также возможность оплаты пересылки корреспонденции наличными деньгами. Тарифы на местные отправления в пределах Копенгагена при этом были одинаковые при оплате наличными и марками, а с остальной корреспонденции при оплате наличными взималась дополнительная плата в 6 риксбанкскиллингов. Однако, несмотря на этот штрафной тариф, существенная часть почты продолжала оплачиваться наличными деньгами.
В связи с изменением денежной единицы, с мая 1854 по июль 1857 года была эмитирована серия из четырёх марок с номиналами в новой валюте — скиллингах.
В мае 1864 года вышли первые перфорированные датские марки.
|                                           |                                                        |                                             |                                              |                                        |                                                                     |
| 1851: вторая почтовая марка Дании (Mi #2) | 1854: почтовая марка с номиналом в скиллингах (Mi #14) | 1864: первая перфорированная марка (Mi #11) | 1870: марка с названием государства (Mi #18) | 1875: марка с номиналом в эре (Mi #23) | 1905: марка с рисунком «волнистая линия» и «цифры в овале» (Mi #44) |

Название государства на марках первоначально не указывалось. На них была надпись: «Kongelict Post Frimaerke» или «KGL. Post FRM.» (Королевская почтовая марка). Название государства «Danmark» впервые появилось на марках выпуска 1870—1871 годов.
9 октября 1874 года Дания подписала Всеобщую почтовую конвенцию и стала членом Всемирного почтового союза (ВПС). В 1875 году в стране произошла ещё одна смена валют, поэтому в январе вышла серия марок с номиналами в эре.
В конце XIX века датской почтой ведало Главное управление, входившее в состав Министерства внутренних дел. На венском Всемирном почтовом конгрессе 1891 года Дания присоединилась к межгосударственному соглашению, по которому правительства взаимно обязались доставлять периодические издания, выходившие в пределах их территорий, по тем же ценам, что и внутренним подписчикам, с надбавкой лишь возможных транзитных расходов; в стране назначения могли быть сделаны комиссионные и тому подобные надбавки, но они не должны были выходить за пределы, установленные для внутренних подписчиков этой страны.
По статистике о числе и деятельности почтовых учреждений в 1894 году, в Дании насчитывалось:
- 1014 почтовых учреждений, что составило одно почтовое учреждение на 39,1 кв. км и на 2155 жителей страны;
- 131 736 000 отправлений, включая:
  - 56 146 тыс. писем,
  - 3755 тыс. открытых писем,
  - 66 246 тыс. произведений печати,
  - 1830 тыс. почтовых переводов и
  - 2356 тыс. посылок.

На одного жителя Дании приходилось в среднем 56,6 почтового отправления. Превышение дохода почтовой администрации над расходами, в пересчёте на рубли Российской империи того времени, составило 133 982 рублей. Транзитное значение Дании способствовало усиленному почтовому движению на её территории. По данным Международного бюро ВПС за 1903 год, густота почтовой сети в стране составляла одно почтовое учреждение на 43,2 кв. км, а учащенность почтовой связи — около 2600 км годовой работы на каждый километр железнодорожного почтового маршрута. Кроме того, в Дании сохранялась перевозка по почте пассажиров в местностях, где не было железных дорог. В 1905 году Дания заключила соглашение с Россией о взаимном обмене денежных почтовых переводов.
В 1905 году была выпущена серия стандартных марок с изображением цифры в овале. Этот рисунок с небольшими изменениями используется до настоящего времени.

### Современный период
До 1920 года Дания выпускала только стандартные марки. Первая серия из трёх коммеморативных марок поступила в обращение 5 октября 1920 года. Она была посвящена присоединению северной части Шлезвига к Дании.
| Первые коммеморативные марки (1920) | Первые коммеморативные марки (1920) | Первые коммеморативные марки (1920) | Первые почтово-благотворительные марки (1921) |
| ----------------------------------- | ----------------------------------- | ----------------------------------- | --------------------------------------------- |
|                                     |                                     |                                     |                                               |
| Замок Кронборг (Mi #110)            | Собор Роскилле (Mi #112)            | Замок Сённерборг (Mi #111)          | (Mi #116—117)                                 |

Первые почтово-благотворительные марки с дополнительным сбором в фонд Красного Креста вышли в июне 1921 года. Они представляли собой надпечатку красной краской номинала дополнительного сбора между двумя укороченными крестами на первых коммеморативных марках.

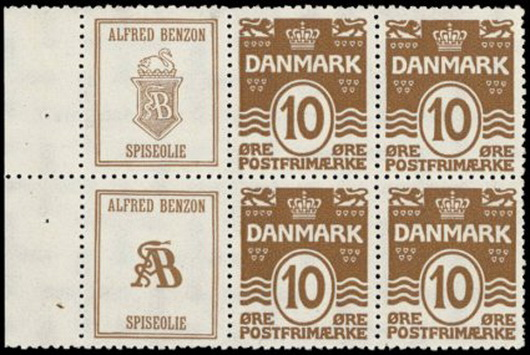
Стандартные марки из серии «Волнистая линия (марки Дании)» с рекламными купонами (лист из буклета; конец 1920-х годов)

С сентября 1927 по июль 1933 года датская почта выпускала марки с рекламными купонами, сброшюрованные в марочные тетрадки (буклеты). Каждый листок состоял из четырёх марок и вертикальной пары купонов с рекламными рисунками (слева). Марки выпускались в листах, состоящих из 60 марок и 30 купонов с рекламой, которые находились в первом, шестом и восьмом вертикальных рядах. Седьмой ряд разрезался пополам и служил для вклеивания. Из листа изготовлялось 15 листков. Существует свыше 60 различных реклам.
С 1961 года, в связи в введением автоматизации при обработке почты, марки стали выпускаться на флюоресцентной бумаге. Ряд марок напечатан на обычной и на флюоресцентной бумаге. С 1967 года большинство датских марок выпускается только на флюоресцентной бумаге.
В январе 1966 года датская почта выпустила две марки в честь Красного Креста. Название этой организации было напечатано на 32 языках, а её девиз по-латыни.
В феврале 1975 года в честь Международной филателистической выставки «Хафния-76» в Дании был выпущен первый почтовый блок.
В октябре 1990 года вышли первые марки для печатающих автоматов.
Эмиссионная политика датской почты отличается большой сдержанностью. В основном выходят стандартные марки, причём рисунки их не изменяются в течение многих лет. Так, например, рисунок стандартных знаков почтовой оплаты 1913 года использовался на протяжении 20 лет.
Штемпель первого дня впервые использовался в Дании 27 ноября 1941 года в двух городах — Хорсенсе и Копенгагене в связи с выходом серии марок, посвящённых В. Берингу.

## Другие виды почтовых марок

### Служебные
Первые служебные марки Дании вышли 1 апреля 1871 года. На всех них изображён герб Дании и дана надпись «Tjeneste poste frimærke» (Служебная почтовая марка); название страны отсутствует. Служебные марки были изъяты из обращения 31 марта 1924 года. Всего было выпущено 4 серии, включившие в себя 19 марок.
В июле 1915 года, в связи с введением новых почтовых тарифов, на служебных марках были сделаны надпечатки новой стоимости и текста «Danmark / Postfrim.». Эти марки использовались в качестве почтовых.

### Доплатные
Доплатные марки были введены в мае 1921 года. Первые восемь представляли собой стандартные марки 1913—1919 годов с надпечаткой слова «Porto» (Доплата). В июне 1934 года вышла ещё одна марка с той же надпечаткой на стандартной марке 1926 года. Остальные три выпуска — оригинального рисунка. Последняя эмиссия доплатных марок состоялась в ноябре 1955 года.
С 1962 года, в соответствии с распоряжением от 8 марта, в качестве доплатных используются обычные почтовые марки. Они наклеиваются на адресной стороне конверта слева. Рядом пишется от руки или ставится штамп с надписью «Porto».

### Авиапочтовые
В июне 1925 года были выпущены первые авиапочтовые марки Дании. На них был изображён самолёт, пролетающий над пахарем. Авиапочтовые марки могли быть использованы только для оплаты авиапочтовых отправлений, хотя последние могли оплачиваться и обычными марками. После отмены дополнительной оплаты авиапочтовой корреспонденции на некоторых линиях выпуск авиапочтовых марок в конце апреля 1940 года был прекращён. Всего выпущено 10 авиапочтовых марок.
|                                                  |                                                              |                                                  |                                                      |                                           |
| 1871: служебная марка из первого выпуска (Mi #3) | 1915: почтовая марка. Надпечатка на служебной марке (Mi #82) | 1921: доплатная марка из первого выпуска (Mi #3) | 1922: доплатная марка оригинального рисунка (Mi #11) | 1925: первая авиапочтовая марка (Mi #143) |

### Марки для паромных линий
В 1918 году в ведение почтового ведомства были переданы две паромные линии между городами Лойстёр и Аггерсунд, а также между городом Эсбьерг и островом Фанё. Для оплаты перевозки посылок и других грузов с 1919 года применялись специальные марки с надпечаткой «Postfærge» (Почтовый паром). Они наклеивались на посылки весом до 25 кг, а при большей массе и на сопроводительные документы. Марки гасились штемпелями красного, фиолетового и чёрного цветов. Всего было осуществлено 18 выпусков, включивших в себя 47 марок. Последний выпуск состоялся в феврале 1975 года. Марки были изъяты из обращения в мае 1977 года.
До передачи паромных линий в ведение государства на них использовались частные марки.

### Расчётные
Для оплаты доставки газет с сентября 1907 года датская почта выпускала, так называемые, расчётные марки с надписью «Avisporto / mærke» («Газетная марка»). Всего вышло три серии таких марок. Они были изъяты из обращения 1 января 1917 года.
В июне — ноябре 1918 года, в связи с введением новых почтовых тарифов, на расчётных марках были сделаны надпечатки новой стоимости и текста «Postfrim. / Danmark». Эти марки использовались в качестве почтовых.
За услуги, оказываемые почтовыми служащими, например, написание адресов, заполнение бланков, оформление почтового отправления в неурочное время и т. д. — в Дании взимается особая плата. С 1 апреля 1923 по 1962 год данные услуги оплачивались специальными расчётными марками, которые наклеивались на почтовые отправления. Первый выпуск расчётных марок — надпечатка на доплатной марке номиналом в 10 эре слов «Gebir / Gebir» (Тариф), состоялся 21 марта 1923 года. Остальные три выпуска — оригинального рисунка с надписью «Gebirmærke». Последняя эмиссия расчётных марок состоялась в феврале 1934 года. Большинство расчётных марок гасилось календарными штемпелями.
После израсходования запасов расчётных марок стали применять обычные почтовые марки. В крупных почтовых отделениях используются штампы с надписью «Gebyr» и указанием стоимости.

### Солдатские
В августе 1917 года две марки стандартной серии 1913 года были снабжены надпечаткой «SF» («Солдатская марка»). Они применялись для солдатской корреспонденции и были изъяты из обращения в конце марта 1918 года.
|                                        |                                                          |                                                               |                                |                                |                                |
| 1919: марка для паромных линий (Mi #2) | 1907: расчётная марка для оплаты доставки газет (Mi #6X) | 1918: почтовая марка. Надпечатка на расчётной марке (Mi #92Y) | 1923: расчётная марка (Mi #14) | 1926: расчётная марка (Mi #15) | 1917: солдатская марка (Mi #2) |

### Цифровые
С 2011 года почтой Дании (и одновременно Швеции) планируется внедрить новую систему оплаты почтовых отправлений — с помощью «цифровых марок». Оплата осуществляется через SMS, посредством сообщения «porto» на короткий номер 1900. После этого на телефон отправителя поступает цифровой код. Его можно распечатать либо прямо на конверте (в том месте, где обычно находится почтовая марка), либо на отдельном листе с последующим вырезанием и наклеиванием на любом виде отправления — бандероли, посылке или открытке, не подходящей для распечатки на принтере.

## Выпуски датских территорий

### Шлезвиг
После первой мировой войны в северной части Шлезвига проводился плебисцит по вопросу государственной принадлежности, который состоялся в первой зоне в феврале, а во второй — в марте 1920 года. При подготовке и во время плебисцита в обращении были марки оригинальных рисунков с надписью лат. «Slesvig. Plebiscit» (Шлезвиг Плебисцит).
Выпускались также служебные марки — надпечатки на почтовых марках Шлезвига аббревиатуры фр. «C.I.S.» (фр. Commission Interalliée Schleswig — Межсоюзническая комиссия по Шлезвигу).
Население первой зоны высказалось за присоединение к Дании, которая 19 мая её заняла. На следующий день здесь в обращение поступили марки с рисунками плебисцитарного выпуска, но в датской валюте и с синей надпечаткой «1 ZONE» (1 зона). Первоначально гашение марок производилось немецкими штемпелями, которые постепенно были заменены датскими.
7 июля 1920 года марки Шлезвига были изъяты из обращения и заменены датскими.
За весь период хождения собственных выпусков было надпечатано 28 почтовых марок. 26 января 1920 года на серии из 14 номиналов была сделана синяя надпечатка C.I.S. (фр. Commission Interalliée Slesvig, Межсоюзническая комиссия по Шлезвигу). Предназначалась для франкирования служебной корреспонденции Межсоюзнической комиссии Антанты в Шлезвиге, проводившей плебисцит в области в период с 26 января по 16 июня 1920 года. Еще 14 номиналов невыпущенной в обращение серии были надпечатаны 20 мая 1920 года для использования в Северном Шлезвиге 1.ZONE (Зона 1), отошедешей к Дании после раздела по Версальскому Договору. Имела хождение до 17 июля 1920 года.
| Плебисцитные марки Шлезвига (1920) | Плебисцитные марки Шлезвига (1920) | Плебисцитные марки Шлезвига (1920) |
| ---------------------------------- | ---------------------------------- | ---------------------------------- |
|                                    |                                    |                                    |
| (Yt #25)                           | (Yt #38)                           | с надпечаткой (Yt #49)             |

### Гренландия
С 1905 по 1937 годы выпускались специальные посылочные марки Гренландии. В 1937 году было создано самостоятельное почтовое ведомство Гренландии. С 17 сентября 1938 года оно получило право на пересылку и оплату всех почтовых отправлений, а также выпуск собственных марок. Почтовые марки Гренландии выпускаются с 1 декабря 1938 года.

### Фарерские острова
С 30 января 1975 года Фарерские острова выпускают собственные марки с надписью швед. «Føroyar». Известны также два местных выпуска островов в 1919 и 1940—1941 годах.

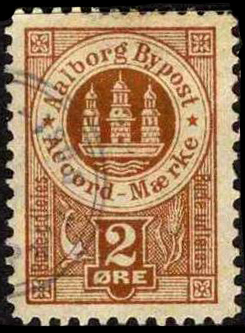
Марка частной почты Ольборга (1887)

## Частная почта
В конце XIX — начале XX веков в Дании работали частные городские почты. Они выпускали собственные марки, на которых помещалась надпись дат. «Bypost» или «Bymærke» и название города.
Городская почта работала в Копенгагене с 1878 по 1913 год, Орхусе — с 1886 по 1890 год, Ольборге — с 1884 по 1889 год, а также в Оденсе, Виборге, Свенборге, Фредерисии и других городах.

## Цельные вещи
В связи с тем, что почтовые карточки в Дании не пользовались популярностью, в 1989 году их выпуск был отменён. Однако в 1991 году их производство восстановили на новой основе. На карточках в качестве знака почтовой оплаты начали помещать одну из памятных марок соответствующего года, а на оборотной стороне её увеличенное изображение.

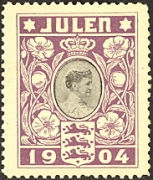
Первая в мире «рождественская марка» (Дания, 1904)

Почтовые карточки к 375-летию датской почты, вышедшие в 1999 году, в течение десяти месяцев рассылались бесплатно каждой семье, проживающей в стране. То же было и с карточкой, призывающей детей писать письма, которая вышла в 2000 году. С 2001 года почтовые карточки выпускаются сериями из пяти или четырёх экземпляров и продаются комплектом.

## Благотворительные марки
В 1904 году в Дании появились первые в мире благотворительные марки (виньетки). Они распространялись через почтовые учреждения, но не служили для оплаты почтовой корреспонденции. Средства, собранные от продажи этих марок, перечислялись на благотворительные цели — для сбора денег в фонд борьбы с туберкулёзом. Марки поступали в продажу к Рождеству и поэтому назывались «Julmarken» («рождественские марки»).